# Тръстика
Вижте пояснителната страница за други значения на Тръстика.
Тръстика (Phragmites) е род едри многогодишни растения от семейство Житни. Растат по бреговете на водоеми и устията на реки като създават гъста затревена преграда и подходящи условия за гнездене на различни видове птици. Представителите на рода са влаголюбиви. Растат на дълбочина до половин метър, основно във водоеми със застояли води, блата, делти на реки, източници на отходни и промишлени води.

## Видове
Родът Phragmites включва 4 вида:
- Phragmites australis (известна в литературата и под редица други научни имена) – обикновена тръстика или камъш; среща се в целия свят; в България расте в цялата страна до около 1500 м надморска височина;[2][3]
- Phragmites japonicus – Япония, Корея и източен Сибир;
- Phragmites karka – тропическа Африка, южната част на Азия, Австралия и Океания;
- Phragmites mauritianus – централна и южна Африка, Мадагаскар, Мавриций.

## Използване и приложение
Растението е хранителен източник за редица тревопасни животни и гризачи като ондатра, нутрия, елени, лос и в естествени условия е важен компонент в хранителната верига.
Традиционно тръстиката се използва в строителството като материал за градеж на покриви, огради, използва се като топлоизолационен материал и пълнеж. От тръстиката се приготвят и плетени изделия като кошници, постелки и други. Използва се и за гориво и като материал за изготвянето на духови музикални инструменти. Често растенията нарочно се засаждат с цел укрепване на песъчливи или нестабилни брегове. Използват се и с декоративна цел.